# Farine de soja

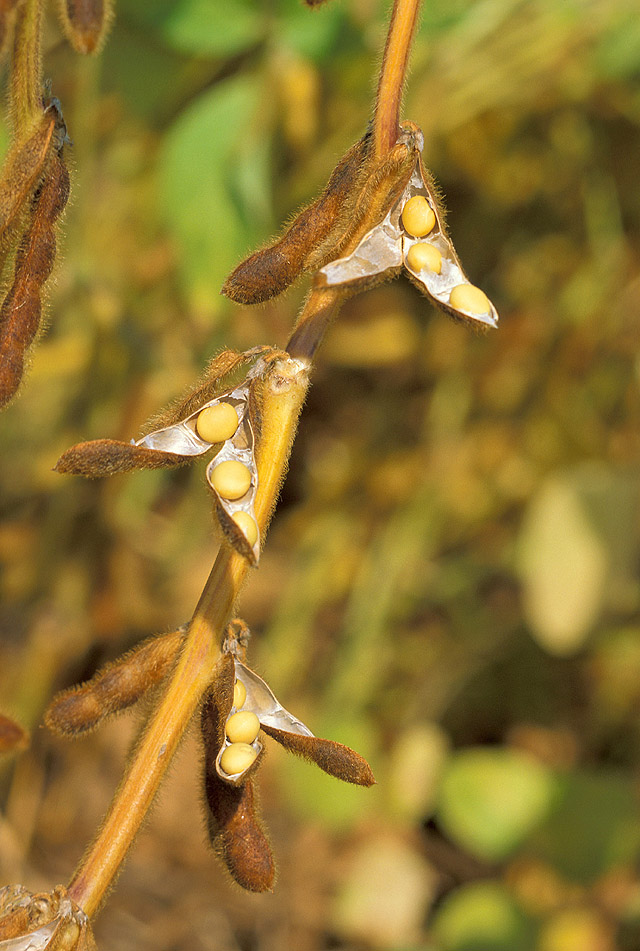
Graines de soja

La farine de soja est le résultat de la mouture des graines de soja en poudre.

## Aspects nutritionnels
La farine de soja ne contient pas de gluten.